# Zale Dalen
Zale Dalen est un réalisateur, monteur et scénariste né en 1947 à Iloílo (Philippines).

## Filmographie

### comme réalisateur
- 1977 : Skip Tracer (+ monteur et scénariste)
- 1980 : Hounds of Notre Dame (en)
- 1985 : Alfred Hitchcock présente (Alfred Hitchcock Presents) (série télévisée)
- 1987 : 21 Jump Street (21 Jump Street) (série télévisée)
- 1987 : Un flic dans la mafia (Wiseguy) (série télévisée)
- 1987 : J.J. Starbuck (série télévisée)
- 1987 : Vendredi 13 (Friday the 13th) (série télévisée)
- 1990 : Terminal City Ricochet
- 1990 : Les Rescapés de l'Alaska (TV)
- 1990 : On Thin Ice: The Tai Babilonia Story (TV)
- 1993 : Kung Fu, la légende continue (Kung Fu: The Legend Continues) (série télévisée)
- 1995 : Sans pitié, ni pardon (Expect No Mercy)